# Einbaum von Brégnier-Cordon

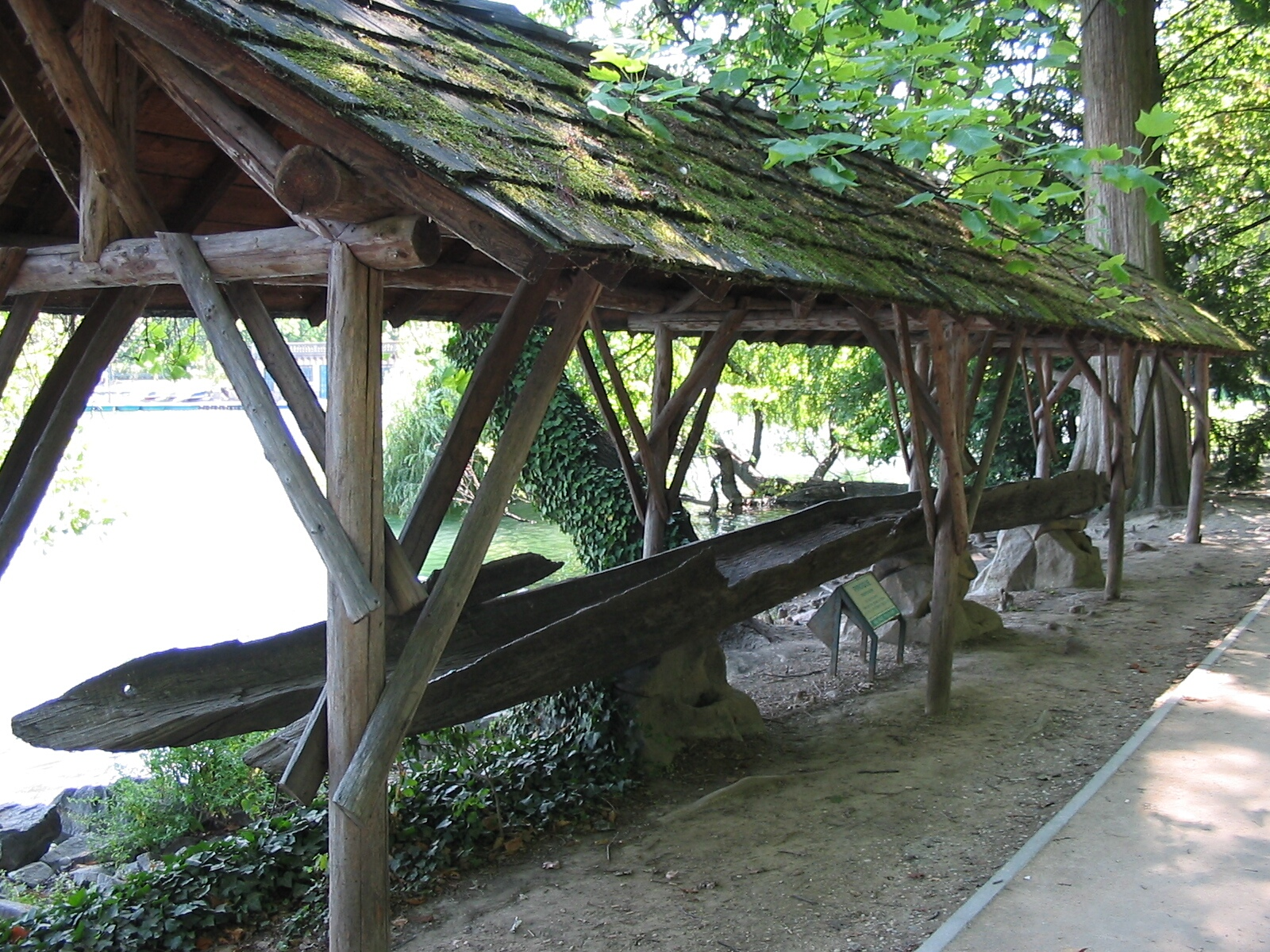
Einbaum von Brégnier-Cordon in Lyon

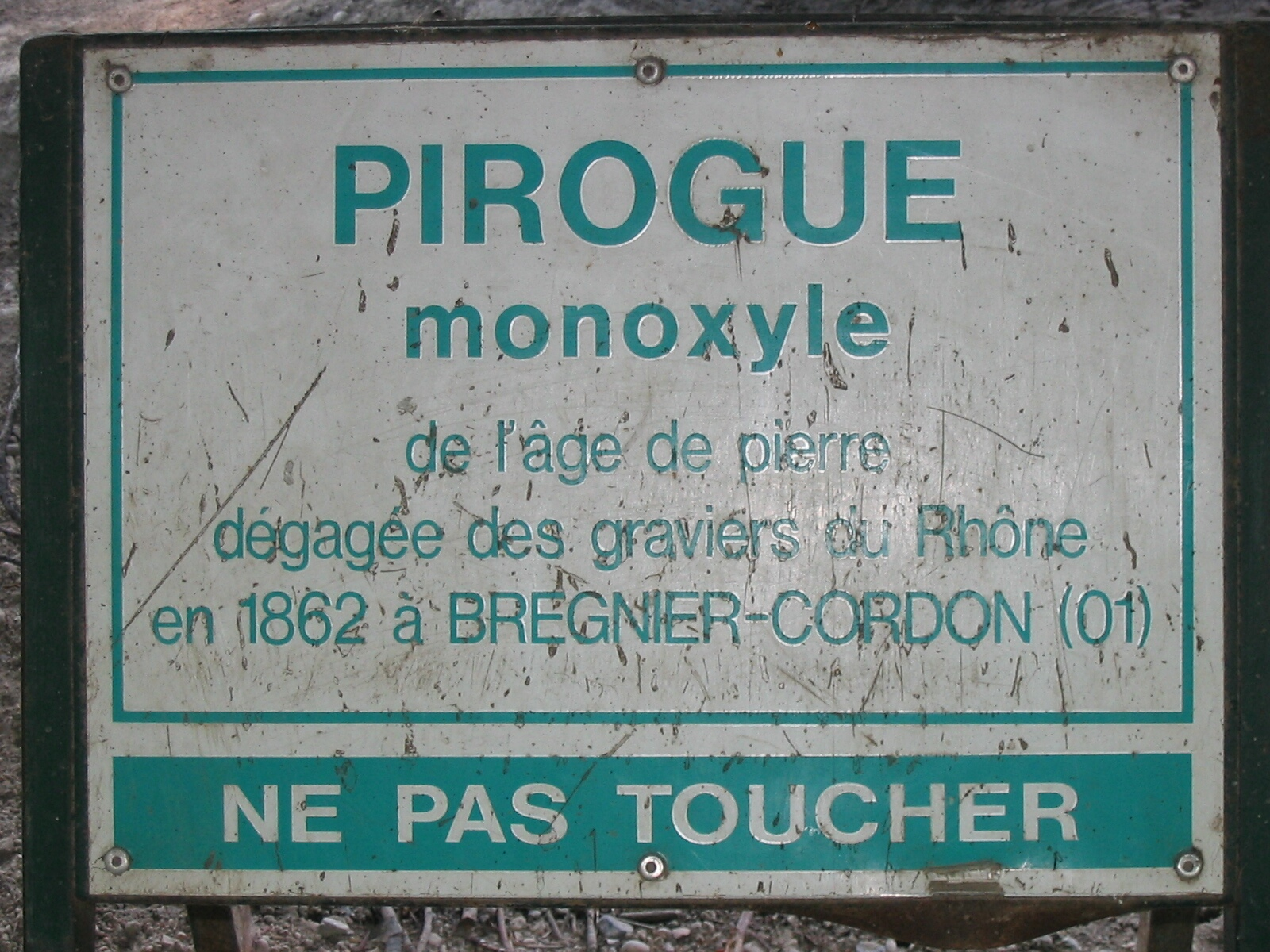
Schild im Parc de la Tête d’Or in Lyon

Der Einbaum von Brégnier-Cordon (französisch La pirogue de Brégnier-Cordon) wurde 1862 in Brégnier-Cordon im Département Ain in Frankreich in der Rhône entdeckt. Er wurde zunächst in das Musée des Beaux-Arts in Lyon gebracht und später im Parc de la Tete-d-Or untergebracht. 2011 kehrte der Einbaum nach Brégnier-Cordon zurück. Er wurde restauriert und ist seit 2012 im dortigen Musée Escale Haut-Rhône ausgestellt.
Der aus einem Eichenstamm gefertigte Einbaum hat ein Gewicht von etwa zwei Tonnen und eine Tragfähigkeit von etwa 1,6 Tonnen. Er ist etwa 11,8 Meter lang, durchschnittlich 94 cm breit und 64 cm hoch.
Er wurde 1967 bei einer ersten Untersuchung zwischen 264 und 763 n. Chr. datiert. Eine neue Analyse im Jahr 2011 datiert ihn in die Bronzezeit zwischen 1385 und 1134 v. Chr.